# Дипломат
Диплома́т — посадова особа, яка призначається керівником конкретної держави для виконання відповідальних дипломатичних функцій.

## Основні функції
Основними функціями дипломата є представлення та захист інтересів його країни та її громадян, збір інформації про країну перебування, а також сприяння встановленню дружніх, культурних, торговельних та інших зв'язків між країнами.
Дипломат має офіційно встановлений дипломатичний ранг і володіє дипломатичним імунітетом. Дипломатичний ранг не обов'язково пов'язаний з конкретним займаним постом, він являє собою особливий юридичний статус, що забезпечує надання дипломату спеціальних привілеїв, таких як недоторканність особи, непідсудність судам країни перебування, звільнення від митного огляду. При цьому, обсяг дипломатичних привілеїв (дипломатичного імунітету) однаковий для дипломатів всіх рангів.
Дипломати (посли) історично передували іншим формам організації зовнішніх відносин, таких як міністерства закордонних справ.

## Сучасна дипломатична служба
Сучасний етап дипломатичної служби охоплює період з другої половини XX ст. Він відрізняється від усіх попередніх цивілізаційних спіралей розвитку людства і базується на принципово нових технологіях і нормах економічного та соціально-політичного розвитку суспільства, нових інформаційних системах, великих змінах у природі.
Якісно нові політичні трансформації відбулися в 1980-1990-х, коли тоталітаризм на теренах Європи зазнав поразки.
На цьому етапі остаточно формується кодекс дипломатії, його правила стають універсальними і чітко визначеними.
Ці та інші міжнародно-правові акти надали інструментарій для ведення своїх справ у нових історичних умовах:
- Статут ООН 1945 року,
- Конвенція про привілеї та імунітети ООН (1946).
- Віденська конвенція про дипломатичні зносини (1961)
- Віденська конвенція про консульські зносини (1963).
- Конвенція про спеціальні місії (1969).
- Конвенція про представництво держав у їхніх відносинах з міжнародними організаціями (1975).

Професія дипломата набула ще більшої ваги. Дипломатія стала надзвичайно значущою, впливовою, відповідальною як за двосторонні, так і глобальні міждержавні стосунки. Класичний образ дипломата, виведений Бомарше через Фігаро:
«Прикидатися, начебто не знаєш того, про що насправді знаєш, і ніби знаєш те, чого не знаєш, вслуховуватися в те, чого не розумієш, і не чути того, що розумієш, робити великий секрет із того, що не є таємницею, і усамітнитися з пером напоготові, щоб зробити глибокодумний вигляд у той час, як у голові нічого немає, удавати з себе важливу персону, насаждати шпигунів та утримувати зрадників, відклеювати печатки та перехоплювати листи і намагатися виправдати ницість засобів величчю мети».
Згодом цей типаж став неактуальним, хоча деякі риси залишаються незмінними. Видатний дипломат XIX ст. Талейрана сказав, що мова дана дипломату, аби не виплескувати, а приховувати свою думку.

Французький дипломат Альберт Муссе 1926 року писав:
Здібним є той дипломат, хто з цікавістю слухає малозначні речі й виглядає байдужим, коли йдеться про речі для нього важливі.
Дипломат покликаний знаходити ефективні формули компромісу, розблоковувати конфлікти, попереджати негативний розвиток подій, давати урядам і президентам бездоганно зважені пропозиції та слушні поради.

## Історія

### Стародавні часи
Про дипломатію, у справжньому розумінні цього терміна, можна говорити лише з появою держави, хоча її витоки сягають часів родових общин. Ще в античний період вожді общин були обізнані з практикою ведення дипломатичних переговорів перед розв'язанням війни. Тож виникає потреба забезпечити певну недоторканність осіб переговорного процесу. Особиста недоторканність вісників та посередників поклала початок розвитку інституту недоторканності, який став одним з головних принципів дипломатичного права в майбутньому.
Джерелом історії дипломатії цього періоду є також закони Ману. Попри те, що закони Ману є збірником законів стародавньої Індії, вони приділяють багато уваги особистим якостям дипломатів, від яких залежить успіх дипломатичних місій. Дипломатичне мистецтво, за законами Ману, полягає в умінні запобігти війні та зміцнити мир. Мир та його протилежність (війна) залежать від послів, оскільки лише вони створюють та сварять союзників. У їхній владі перебувають ті справи, через які встановлюється мир або розпочинається війна між царями.
Тому, за законами Ману, дипломат має бути людиною передбачливою, всебічно освіченою та здатною приваблювати. Він мусить вміти розпізнавати плани іноземних володарів не лише за їх словами чи справами, але й жестами та виразом обличчя. Відповідно, дипломат має бути людиною зрілого віку, представницьким, сміливим, оратором, відданим справі, чесним, мати добру пам'ять. Найскладніші питання міжнародного життя потрібно розв'язувати дипломатичним шляхом. Сила стоїть на другому місці. Такими є основні положення законів Ману, які трактують роль дипломата та дипломатії.
Найдавнішою формою мирних міжнародних відносин та міжнародного права у Греції була «проксенія», тобто гостинність. Конфлікти, що виникали між, общинами та полісами, вирішували за допомогою спеціально уповноважених, або послів. Зокрема, в епоху Гомера їх називали вісниками, а в класичну — старійшинами. Такі основні міста-держави, як Афіни, Спарта і Коринф, обирали послів на народних зборах серед багатих жителів, які відповідали певним вимогам (мали належні ораторські здібності, навіть акторські, яким виповнилося 50 років). Звідси і походить термін «старійшини». Часто посольські доручення отримували вищі посадові особи міст.
Усі посли вважалися рівноправними. Дещо пізніше з'явився звичай обирати головного посла. Для забезпечення функціонування посольства призначали певний штат прислуги.
У стародавні часи не існувало якихось певних юридичних правил ні стосовно ведення переговорів, ні стосовно статусу послів. Права й обов'язки дипломатичних агентів не були визначені ще й тому, що посольства не були постійні. Ведення переговорів і укладання договорів, переважно, були зумовлені випадковими обставинами, ці обов'язки покладалися на тих чи інших осіб тимчасово. А тому після виконання доручень повноваження таких місій припинялися, а агенти поверталися на батьківщину.
Варто зазначити, що такі відомі представники Стародавньої Греції, як Фемістокл, Арістід, Перикл, Філіп Македонський, які боролися за об'єднання Греції, а пізніше й за її розширення, керували військовими діями та вели переговори, всіляко використовуючи при цьому мистецтво дипломатії.
Наприклад, Філіп Македонський виявив себе визначним дипломатом, який вміло і належним чином застосовував дипломатію як знаряддя об'єднання Греції під своєю владою.
У Стародавньому Римі досить широко використовується інститут посольства. Приймати та відряджати посольства завжди було прерогативою найвищих органів держави: спочатку царів, пізніше Сенату, а потім також імператорів.
Наприклад, у період Республіки склад делегації затверджував Сенат. При обговоренні цього питання Сенат щоразу видавав спеціальні сенатські постанови. Вибір послів здійснював головуючий у Сенаті — консул або претор. Інколи послів обирали жеребкуванням, причому ніхто не мав права відмовитись від участі в посольстві. Послів називали легатами й ораторами.
У період Римської імперії (І—V ст.) докорінно змінюються зовнішня політика і дипломатія. Такі питання, як оголошення війни, укладення миру, приймання і скерування посольств, належали винятково до відання імператора. Дипломатія перетворилася на відповідну службу чиновників. Під час правління Клавдія (середина І ст.) посольськими справами займалася особиста канцелярія імператора, яку очолював імператорський секретар.

### Середньовіччя
Значне місце у розвитку дипломатії цього періоду посідала Апостольська Церква. Форми церковної дипломатії були запозичені нею з античності. Так, посланники Папи називаються легатами, вікаріями, ораторами, нунціями. Вперше присутність папського легата спостерігається на Нікійському соборі 325 року. Причому, якщо у перші століття християнства папські місії мали переважно релігійний характер, то між V ст. і VIII ст. представники понтифіка з'являються і на світських церемоніях.
Дипломатія Середньовіччя мала італійський, а точніше, візантійський відтінок. При візантійському дворі діяло Відомство іноземних справ, яке підпорядковувалось Першому міністру та складалося з великого штату, куди входили перекладачі з усіх мов. Були вироблені певні правила посольської справи, які запозичували всі держави, що мали відносини з Візантією. Посол був представником володаря і міг вести переговори лише в межах наданих йому повноважень. За перевищення повноважень послу загрожувало тяжке покарання.
Враховуючи ту обставину, що італійські міста-держави існували немов поза загальною системою феодалізму, їх об'єднували спільні інтереси та розділяла жорстока ворожнеча. Вони постійно боролися за владу і були зайняті створенням комбінацій і союзів, які б посилювали цю владу. Завдяки цьому в Італії у XIII-XIV ст. виник тип державного діяча — дипломата. Наприклад, Флоренція гордилася такими послами, як Данте, Петрарка, Бокаччо.

### Епоха Відродження
Переломним моментом в історії дипломатії та дипломатичного права стала поява постійних дипломатичних представників. Необхідність у них породили взаємовідносини міст-держав Північної Італії. Першість у цьому належить Венеції, Мілану, Неаполю і Рагузі (тепер Дубровник), розташованій на березі Адріатичного моря, а також Франції. На кінець XV ст. постійні дипломатичні представники деяких держав з'являються також у Парижі та Лондоні.
У цей період послаблюється вплив церкви у дипломатії і в структурі дипломатичних представництв. Головні посади в дипломатії стали обіймати професійні дипломати. Часто постійні посольства відкривають за допомогою трактатів.
Після укладення Вестфальського миру, який зафіксував систему європейської політичної рівноваги, інститут посольства набуває вже стабільної форми. Одночасно формується поняття про дипломатичний корпус як про певну корпорацію дипломатів іноземних держав, які перебувають при дворі глави держави за місцем перебування.

### Новий час
У XVI ст. у Франції з'являється прототип сучасного Міністерства закордонних справ, а вже у XVII ст. тут створюється Рада Кабінету, або Таємна Рада, і працює секретар із закордонних справ. Пізніше створюється Департамент закордонних справ. У той же час у Великій Британії у 1782 році запроваджується посада головного Секретаря його Королівської величності у закордонних справах. Формується Міністерство закордонних справ, яке має цю назву і сьогодні.
У XVIII ст. починають виразно формуватися норми дипломатичного права, які стосуються, передусім, привілеїв та імунітетів. Ці норми передбачали непоширення кримінальної, цивільної та адміністративної юрисдикції держави перебування щодо дипломатичних представників чужоземних держав. Широко застосовується принцип «екстериторіальності» щодо житла послів і, у зв'язку з цим, право дипломатичного притулку. Одночасно розвивається і вдосконалюється дипломатична служба.
З 1815 році дипломатична служба стає окремою галуззю державної служби кожної країни.
Особливо відчутний поштовх на шляху розвитку дипломатичного права мав Віденський конгрес, який відбувся 1815 року.
Документи, прийняті на Віденському й Аахенському конгресах, визначили загальноприйняті основи дипломатичної служби і представництва сучасних держав. Були встановлені три класи дипломатичних представництв:
1. посли, папські легати і папські нунції;
2. надзвичайні посланники та повноважні міністри;
3. повірений у справах.

Віденський Регламент принципово демократизував відносини між державами. У кожному класі дипломатичні представники посідали місце згідно зі старшинством, залежно від дати урядової нотифікації про їх прибуття. Виняток було зроблено лише для представника Папського престолу.

## Призначення на посаду
В усіх країнах дипломати призначаються Главою держави, за поданням керівника відомства з закордонних питань. Одночасно з призначенням на посаду, дипломату визначається відповідний його посаді дипломатичний ранг.
Обов'язки та права дипломата у кожній країні визначаються законодавством про дипломатичну службу. Дипломатичний ранг зберігається за дипломатом довічно. Скасування дипломатичного рангу може здійснюватися судовими органами, за наявності вагомих підстав, визначених діючим законодавством кожної країни.